# Mathilde d’Udekem d’Acoz

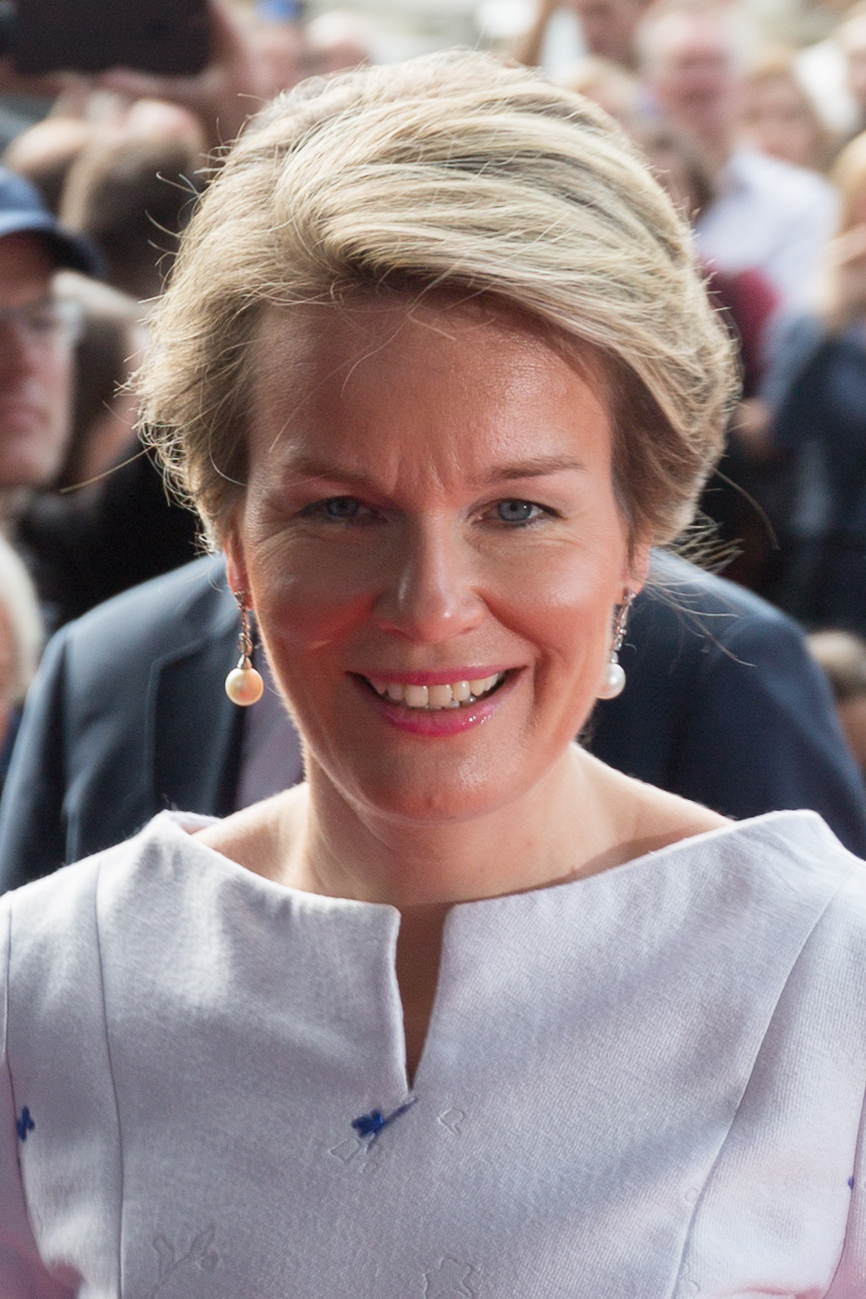
Königin Mathilde (2017)

Mathilde Marie-Christine Ghislaine d’Udekem d’Acoz (* 20. Januar 1973 in Uccle/Ukkel) ist als Ehefrau des belgischen Königs Philippe Königin der Belgier.

## Leben

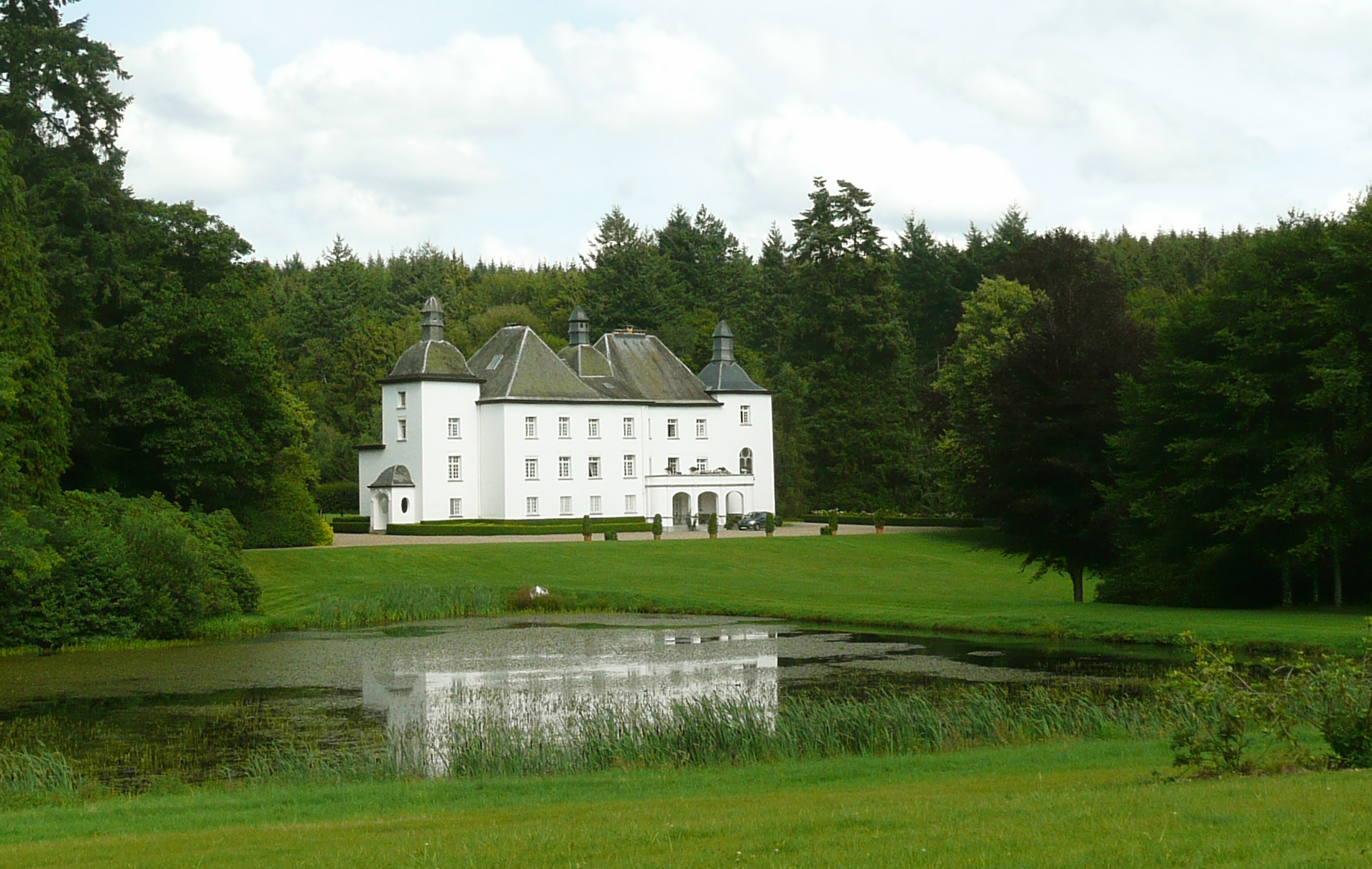
Elternhaus: Château de Losange

Mathilde entstammt väterlicherseits dem belgischen Adel. Sie ist die Tochter des Jonkheer und späteren Grafen Patrick d’Udekem d’Acoz (* 28. April 1936; † 25. September 2008) und der Gräfin Anna Maria Komorowska (* 24. September 1946). Patrick d’Udekem d’Acoz ist der Sohn von Baron Charles d’Udekem d’Acoz (1885–1968) und von Suzanne van Outryve d’Ydewalle (1898–1983). Anlässlich der Vermählung seiner Tochter mit dem Kronprinzen wurden er (und seine Kinder) in den erblichen Grafenstand erhoben. Mathildes Mutter, Anna geb. Gräfin Komorowska, ist die Tochter von Graf Leon Michał Komorowski (* 14. August 1907; † 13. September 1992) und der Prinzessin Zofia Sapieha-Kodeńska (* 11. Oktober 1919; † 14. August 1997). Die Komorowski sind ein polnisches Adelsgeschlecht, zu dem u. a. Graf Tadeusz Komorowski, Führer des Warschauer Aufstandes und von 1947 bis 1949 Ministerpräsident der polnischen Exilregierung, sowie der ehemalige polnische Staatspräsident Bronisław Komorowski gehören.
Mathilde hat vier jüngere Geschwister: Marie-Alix (* 1974; kam am 14. August 1997 gemeinsam mit ihrer Großmutter mütterlicherseits, Sophia Komorowska geb. Sapieha, bei einem Autounfall in Herstal ums Leben), Elisabeth (* 1977; verheiratet mit Markgraf Alfonso Pallavicini), Hélène (* 1979; verheiratet mit Baron Nicolas Janssen) und Charles-Henri (* 1985). Mathilde wuchs im Schloss von Losange in Villers-la-Bonne-Eau, einem Ortsteil von Bastogne in der Provinz Luxemburg, auf.
Nachdem sie die Grundschule in Bastogne besucht und ihr Abitur am Institut de la Vierge Fidèle in Brüssel abgelegt hatte, studierte Mathilde von 1991 bis 1994 am Institut Libre Marie Haps in Brüssel. Von 1995 bis 1999 führte sie in Brüssel als ausgebildete  Logopädin eine eigene Praxis; daneben studierte sie an der Katholischen Universität Löwen Psychologie und erwarb dort im Jahr 2002 das Diplom cum laude.

Allianzwappen von König Philippe und Königin Mathilde

In der Zeit ihres Psychologiestudiums lernte Mathilde bei einer Tennispartie ihren späteren Ehemann, Kronprinz Philippe, kennen. Rund drei Jahre später, im Jahr 1999, wurde ihre Verlobung bekanntgegeben.
Mathilde spricht fließend Französisch,  Englisch, Italienisch und Niederländisch. Sie liebt Musik, spielt selbst Klavier und interessiert sich für Literatur und Sport.
Als Königin der Belgier engagiert sie sich besonders für Kinder und hat die Schirmherrschaft verschiedener Projekte übernommen. Im Jahr 2000 wurde der „Prinzessin-Mathilde-Fonds“ gegründet, der Projekte auswählt, die sich zum Ziel gesetzt haben, sozial benachteiligte Menschen und Schwache zu unterstützen.
Königin Mathilde ist die Taufpatin von Prinzessin Alexia von Oranien-Nassau und Prinzessin Isabella von Dänemark.
2007 wurde sie, wie zuvor bereits ihr Mann, Prinz Philippe, von Kardinal-Großmeister Carlo Kardinal Furno in den Päpstlichen Ritterorden vom Heiligen Grab zu Jerusalem investiert, seit 2010 bekleidete sie den Rang einer Großkreuzdame. Am 17. November 2015 erfolgte durch Kardinal-Großmeister Edwin Frederick Kardinal O’Brien die Ernennung zur Kollardame.
Königin Mathilde erhielt 2019 für ihr soziales Engagement den Bambi in der Kategorie Charity.

## Familie
Am 4. Dezember 1999 heirateten Mathilde und Philippe in der letzten königlichen Hochzeit des 20. Jahrhunderts. Durch ihre Vermählung erhielt Mathilde den Titel Prinzessin von Belgien.
Mathilde und Philippe haben vier gemeinsame Kinder:
- Elisabeth Thérèse Marie Hélène (* 25. Oktober 2001 in Anderlecht)
- Gabriel Baudouin Charles Marie/Gabriël Boudewijn Karel Maria (* 20. August 2003 in Anderlecht)
- Emmanuel Léopold Guillaume François Marie (* 4. Oktober 2005 in Anderlecht)
- Eléonore Fabiola Victoria Anne Marie (* 16. April 2008 in Anderlecht)

## Trivia
Nach der Scheidung und dem frühen Tod von Diana, Prinzessin von Wales, geborene Lady Spencer, war Kronprinzessin Mathilde neben Sophie, Erbprinzessin von Liechtenstein, geborene Herzogin in Bayern, und Erbgroßherzogin Stéphanie von Luxemburg, geborene Gräfin von Lannoy, eine von nur noch drei europäischen Thronfolger-Gemahlinnen, die einem Adelshaus entstammen.